# Karina Cyfka
Karina Cyfka (Rybnik, 28 de octubre de 1987), también conocida como Karina Szczepkowska-Horowska, es una ajedrecista polaca que ostenta el título de Maestra Internacional (MI). Obtuvo el título de Gran Maestra Femenina (WGM) en 2010 y el de MI en 2016.
En 2003, empató en el primer puesto con Polina Malysheva, de Rusia, en el Campeonato Mundial de Ajedrez de la Juventud en la categoría femenina Sub-16 y se hizo con la medalla de plata en el desempate. Cyfka fue varias veces medallista en los campeonatos juveniles polacos y ganó el Campeonato de Polonia Femenino en 2020.
Ha jugado en el equipo nacional polaco en la Olimpiada Femenina de Ajedrez, el Campeonato Mundial Femenino de Ajedrez por Equipos y el Campeonato Europeo Femenino de Ajedrez por Equipos. En 2016, Cyfka ganó dos medallas de plata en la prueba femenina de la 42ª Olimpiada de Ajedrez de Bakú (Azerbaiyán). En esta competición, Polonia terminó segunda y ella también ganó una plata individual jugando en el tablero tres.